# سيسيل فوستر
سيسيل فوستر هو عالم اجتماع كندي، ولد في 26 سبتمبر 1954 في بريدج تاون في باربادوس.